# Калі (футболіст)
Калі (порт. Carlos Manuel Gonçalves Alonso, нар. 11 жовтня 1978, Луанда) — ангольський футболіст, що грав на позиції захисника.
Виступав, зокрема, за клуби «Баррейренсі» та «Примейру де Агошту», а також національну збірну Анголи.

## Клубна кар'єра
У дорослому футболі дебютував 1998 року виступами за команду клубу «Баррейренсі», в якій провів три сезони, взявши участь у 100 матчах чемпіонату (відзначився 4-ма голами). Більшість часу, проведеного у складі «Баррейренсі», був основним гравцем захисту команди. Своєю грою за цю команду привернув увагу представників тренерського штабу клубу «Санта-Клара», до складу якого приєднався 2001 року. Відіграв за клуб з Азорських островів наступні чотири сезони своєї ігрової кар'єри. Своєму клубу не зміг допомогти зберегти місце у Прімейра-Лізі, і в сезоні 2002/03 років його клуб вилетів до Сегунда-Ліги. Граючи у складі «Санта-Клари» також здебільшого виходив на поле в основному складі команди. Протягом 2005—2006 років знову захищав кольори команди клубу «Баррейренсі».
2006 року уклав контракт з клубом «Сьйон», у складі якого провів наступні три роки своєї кар'єри гравця. Тренерським штабом нового клубу також розглядався як гравець «основи». У першому ж сезоні свого перебування у швейцарському клубі разом з командою посів 3-тє місце в національному чемпіонаті. В сезоні 2008/09 років «Сьйон» став володарем національного кубку.
20 серпня 2009 року підписав контракт з французьким клубом «Арль-Авіньйон», якому допоміг вийти до Ліги 2. Але Калі покинув команду вже через декілька місяців, звинувативши клуб у тому, що той заважає йому грати у товариських матчах збірної Анголи у рамках підготовки до КАН 2010.
2010 року перейшов до клубу «Примейру де Агошту», за який відіграв 4 сезони. Завершив професійну кар'єру футболіста виступами за команду «Примейру де Агошту» у 2014 році.

## Виступи за збірну
2001 року дебютував у складі національної збірної Анголи. Протягом кар'єри у національній команді, яка тривала 11 років, провів у формі головної команди країни 71 матч.
У складі збірної був учасником чемпіонату світу 2006 року у Німеччині, Кубка африканських націй 2006 року в Єгипті, Кубка африканських націй 2008 року у Гані, Кубка африканських націй 2010 року в Анголі, Кубка африканських націй 2012 року у Габоні та Екваторіальній Гвінеї.

## Статистика виступів за збірну
| національна збірна Анголи | національна збірна Анголи | національна збірна Анголи |
| Рік                       | Матчі                     | Голи                      |
| ------------------------- | ------------------------- | ------------------------- |
| 2001                      | 1                         | 0                         |
| 2002                      | 0                         | 0                         |
| 2003                      | 3                         | 0                         |
| 2004                      | 6                         | 0                         |
| 2005                      | 3                         | 0                         |
| 2006                      | 9                         | 0                         |
| 2007                      | 4                         | 0                         |
| 2008                      | 10                        | 0                         |
| 2009                      | 12                        | 0                         |
| 2010                      | 11                        | 0                         |
| Загалом                   | 59                        | 0                         |